# Didymostoma
Didymostoma là một chi bướm đêm thuộc họ Crambidae.

## Các loài
- Didymostoma aurotinctalis (Hampson, 1898)
- Didymostoma euphranoralis Walker, 1859